# Liste der denkmalgeschützten Objekte in Fohnsdorf
Die Liste der denkmalgeschützten Objekte in Fohnsdorf enthält die 13 denkmalgeschützten, unbeweglichen Objekte der Gemeinde Fohnsdorf im steirischen Bezirk Murtal.

## Denkmäler
| Foto |                 | Denkmal                                                                                | Standort                                             | Beschreibung | Metadaten |
| ---- | --------------- | -------------------------------------------------------------------------------------- | ---------------------------------------------------- | --- | --- |
| ja   | Datei hochladen | Ortskapelle Aichdorf HERIS-ID: 77230 Objekt-ID: 90848                                  | gegenüber Fohnsdorferstraße 26 Standort KG: Aichdorf | → Hauptartikel : Ortskapelle Aichdorf f1 | BDA-Hist.: Q28097417 Status: § 2a Stand der BDA-Liste: 2025-06-30 Name: Ortskapelle GstNr.: 209 Ortskapelle Aichdorf                                                     |
| ja   | Datei hochladen | Kath. Pfarrkirche hl. Rupert und Friedhof HERIS-ID: 51043 Objekt-ID: 56599             | südlich Grabenstraße 2 Standort KG: Fohnsdorf        | Die wohl älteste Kirche der Gegend wurde 1147 urkundlich genannt. Die Langhauswände und das Turmchorquadrat sind romanisch. Das Langhaus wurde gotisch überwölbt und östlich des Chorquadrats steht ein gotischer Chor und nördlich die gotische Sakristei.                                                           | BDA-Hist.: Q28064790 Status: § 2a Stand der BDA-Liste: 2025-06-30 Name: Kath. Pfarrkirche hl. Rupert und Friedhof GstNr.: .1, 615 Pfarrkirche hl. Rupert, Fohnsdorf      |
| ja   | Datei hochladen | Pfarrhof HERIS-ID: 77199 Objekt-ID: 90815                                              | Grabenstraße 2 Standort KG: Fohnsdorf                | → Hauptartikel : Pfarrhof Fohnsdorf f1 | BDA-Hist.: Q28097471 Status: § 2a Stand der BDA-Liste: 2025-06-30 Name: Pfarrhof GstNr.: .4                                                                              |
| ja   | Datei hochladen | Burgruine HERIS-ID: 77197 Objekt-ID: 90813                                             | bei Grabenstraße 29 Standort KG: Fohnsdorf           | Die Burg stand auf einem steil abfallenden Ausläufer des Frohndorfer Berges. Es bestehen noch Mauerreste des Bergfrieds und des Palas. | BDA-Hist.: Q2175267 Status: § 2a Stand der BDA-Liste: 2025-06-30 Name: Burgruine GstNr.: 758 Burgruine Fohnsdorf                                                         |
| ja   | Datei hochladen | Gemeindeamt HERIS-ID: 77213 Objekt-ID: 90830                                           | Hauptplatz 3 Standort KG: Fohnsdorf                  | → Hauptartikel : Gemeindeamt Fohnsdorf f1 | BDA-Hist.: Q28098224 Status: § 2a Stand der BDA-Liste: 2025-06-30 Name: Gemeindeamt GstNr.: .38/1 Gemeindeamt Fohnsdorf                                                  |
| ja   | Datei hochladen | Sog. Pernthalerhof HERIS-ID: 36906 Objekt-ID: 35969                                    | Hauptplatz 6 Standort KG: Fohnsdorf                  | Der Pernthalerhof dominiert den Hauptplatz. Er wurde im 17. Jahrhundert errichtet, 1844 erweitert (Jahreszahl an der Oberlichte der Eingangstüre) und um 1910 mit einer secessionistischen Putz- und Ziergliederung neu fassadiert. Im ersten Stock ein bemerkenswerter Kamin von 1844.                               | BDA-Hist.: Q37972861 Status: Bescheid Stand der BDA-Liste: 2025-06-30 Name: Sog. Pernthalerhof GstNr.: .17                                                               |
| ja   | Datei hochladen | Ehem. Kohlebergwerk Wodzicki HERIS-ID: 36907 Objekt-ID: 35970                          | Schacht 10 Standort KG: Fohnsdorf                    | Der Braunkohlebergbau in Fohnsdorf wurde 1978 eingestellt. Das Fördergerüst über dem ehemaligen Wodzicki-Schacht wurde 1887 errichtet und 1925 vergrößert. Außerdem ist noch ein Teil der Maschinenhalle mit einer der größten Fördermaschinen Europas, einer 1923 erbauten Zwillings-Tandem-Dampfmaschine, erhalten. | BDA-Hist.: Q28075100 Status: Bescheid Stand der BDA-Liste: 2025-06-30 Name: Ehem. Kohlebergwerk Wodzicki GstNr.: .119 Kohlebergwerk Wodzicki                             |
| ja   | Datei hochladen | Altersheim HERIS-ID: 100204 Objekt-ID: 116423                                          | Winterbachgasse 8 Standort KG: Fohnsdorf             | | BDA-Hist.: Q37775625 Status: § 2a Stand der BDA-Liste: 2025-06-30 Name: Altersheim GstNr.: 743/1                                                                         |
| BW   | Datei hochladen | Friedhof israelitisch HERIS-ID: 99068 Objekt-ID: 115087                                | bei Bundesstraße 9 Standort KG: Hetzendorf           | → Hauptartikel : Israelitischer Friedhof Fohnsdorf f1 | BDA-Hist.: Q37773399 Status: § 2a Stand der BDA-Liste: 2025-06-30 Name: Friedhof israelitisch GstNr.: 138/5, 138/6                                                       |
| ja   | Datei hochladen | Flur-/Wegkapelle, Gabelhofenkreuz HERIS-ID: 77209 Objekt-ID: 90826                     | gegenüber Bundesstraße 30 Standort KG: Hetzendorf    | Das Gabelhofenkreuz (auch Gabelkhofenkreuz) wurde im 18. Jahrhundert erbaut, innen eine barocke Pietà. | BDA-Hist.: Q38148790 Status: § 2a Stand der BDA-Liste: 2025-06-30 Name: Flur-/Wegkapelle, Gabelhofenkreuz GstNr.: 137/4 Gabelhofenkreuz, Hetzendorf                      |
| ja   | Datei hochladen | Schloss Gabelhofen HERIS-ID: 37179 Objekt-ID: 36259                                    | Schloßgasse 54 Standort KG: Hetzendorf               | → Hauptartikel : Schloss Gabelhofen f1 | BDA-Hist.: Q2241125 Status: Bescheid Stand der BDA-Liste: 2025-06-30 Name: Schloss Gabelhofen GstNr.: .2 Schloss Gabelhofen                                              |
| BW   | Datei hochladen | Hauptgebäude der römischen Villa Dammgartl HERIS-ID: 112296 Objekt-ID: 130406seit 2014 | Hüttenweg 2 Standort KG: Rattenberg                  | Anmerkung: Koordinaten grundstücksgenau (am Treffpunkt aller drei Grundstücke) | BDA-Hist.: Q37830351 Status: § 9-Feststellung Bodendenkmal Stand der BDA-Liste: 2025-06-30 Name: Hauptgebäude der römischen Villa Dammgartl GstNr.: 1454, 1453/2, 1453/1 |
| ja   | Datei hochladen | Kath. Filialkirche hl. Georg HERIS-ID: 51801 Objekt-ID: 57593                          | bei Kirchweg 2 Standort KG: Sillweg                  | | BDA-Hist.: Q38047803 Status: § 2a Stand der BDA-Liste: 2025-06-30 Name: Kath. Filialkirche hl. Georg GstNr.: 144                                                         |